# Kultura Peňkovka
Kultura Peňkovka nebo také kultura pražsko-peňkovského typu byla slovanská kultura rozšířená v okolí Dněpru, jižně a jihovýchodně od kultury Korčak. Lze ji také nalézt v dolní a částečně střední části Dunaje, často společně s kulturou Korčak. Ruský archeolog Valentin V. Sedov spojuje kulturu s Korčak se Anty zmiňovanými Jordanem. Na východě se nositelé kultury Peňkovka střetli se saltovskou kulturou a částečně se s ní smísily, na severu je omezovala kultura koločinská. Později přešli v kultury Luka rajkoveckaja, podunajského typu a hradištní. Keramika se liší od pražského a korčakovského typu, je také dělaná v ruce, ale méně elegantní a širší, s hrubým povrchem. V pozdější fázi této kultury počala být zdobená. Vysokou řemeslnou úroveň však mají šperky i zemědělské náčiní.